# Jon Morgan Searle
Jon Morgan Searle fue un periodista y editor de Gibraltar. Fue corresponsal de la agencia Reuters y The Times de Londres.

## Biografía
Jon Searle nació en Buckfast, Devon, el 22 de junio de 1930. Cuando era niño, se trasladó a Canadá después de la muerte de su madre, y fue criado por amigos de la familia. Se licenció en Bellas Artes en la Universidad McGill de Quebec, antes de regresar al Reino Unido, donde sirvió en el Royal Army Educational Corps.
Durante su servicio militar, fue enviado a Gibraltar, por primera vez, donde enseñó arte y conoció a su futura esposa, Lina. La pareja regresó a Inglaterra, donde Lina estudió fisioterapia en Mánchester y Jon se graduó en sociología en Liverpool. Después de completar sus estudios, la pareja vivió durante algún tiempo en Coventry, antes de regresar a Gibraltar.
En el Peñón, Jon Searle trabajó como oficial de libertad condicional y mestre de la escuela St. Jago, a finales de los 1950. En ese momento, surgió la oportunidad de unirse al equipo de periodistas del Gibraltar Chronicle, y en 1966, Searle se había convertido en editor del periódico, cargo que ocupó hasta 1986. Durante muchos años, también se desempeñó como secretario de la Biblioteca Garrison. Su hijo, Dominique se convirtió en editor del Chronicle en 1996.
Jon Searle murió el 13 de marzo de 2012.

## Autobiografía
- Song for a new life[3]